# Миронов, Евгений Васильевич (государственный деятель)
Евгений Васильевич Миронов (род. 25 февраля 1945, Сталино, Украинская ССР, СССР) — советский государственный и партийный деятель. Первый секретарь Донецкого обкома КП Украины (1990—1991).

## Биография
Родился 25 февраля 1945 в городе Сталино, в многодетной шахтёрской семье. В 1948 скончался его отец.
Трудовую деятельность начал в 1963 году на шахте № 9 «Капитальная» треста «Пролетарскуголь» города Донецк. С июля 1964 до июня 1966 года был курсантом, потом сержантом школы сержантского состава воинской части 2088 Советской Армии, с июня 1966 года — старшиной роты Московского высшего пограничного командного училища КГБ.
Член КПСС с 1967.
С 1967 до 1973 года работал слесарем по ремонту вагонов, участкового горного нормировщика шахты № 9 «Капитальная» шахтоуправления «Красная Звезда» г. Донецк.
В 1973 году окончил вечернее отделение экономического факультета Донецкого государственного университета.
В июне 1973 года избран секретарем парторганизации шахтной участке. В 1973—1974 годах работает инструктором организационного отдела Пролетарского районного комитета КПУ м. Донецк, в 1974—1975 годах — инструктором орготдела Донецкого городского комитета КПУ. В 1975 году его назначают заместителем заведующего орготдела Донецкого горкома партии.
С февраля 1977 по август 1978 года работал на должности второго, а с 1978 года — первого секретаря Пролетарского райкома партии. В 1983 году Е. В. Миронов назначен инспектором ЦК КПУ в городе Киев. На этой должности он находился до 1986 года. С апреля 1986 работал в Москве инструктором организационно-партийной работы ЦК КПСС, затем был ответственным организатором Отдела партийного строительства и кадровой работы ЦК КПСС.
В августе 1989 года избран вторым секретарем, а в феврале 1990 года — первым секретарем Донецкого обкома КПУ.
Член ЦК КПСС (1990-1991).